# Przebieralnia

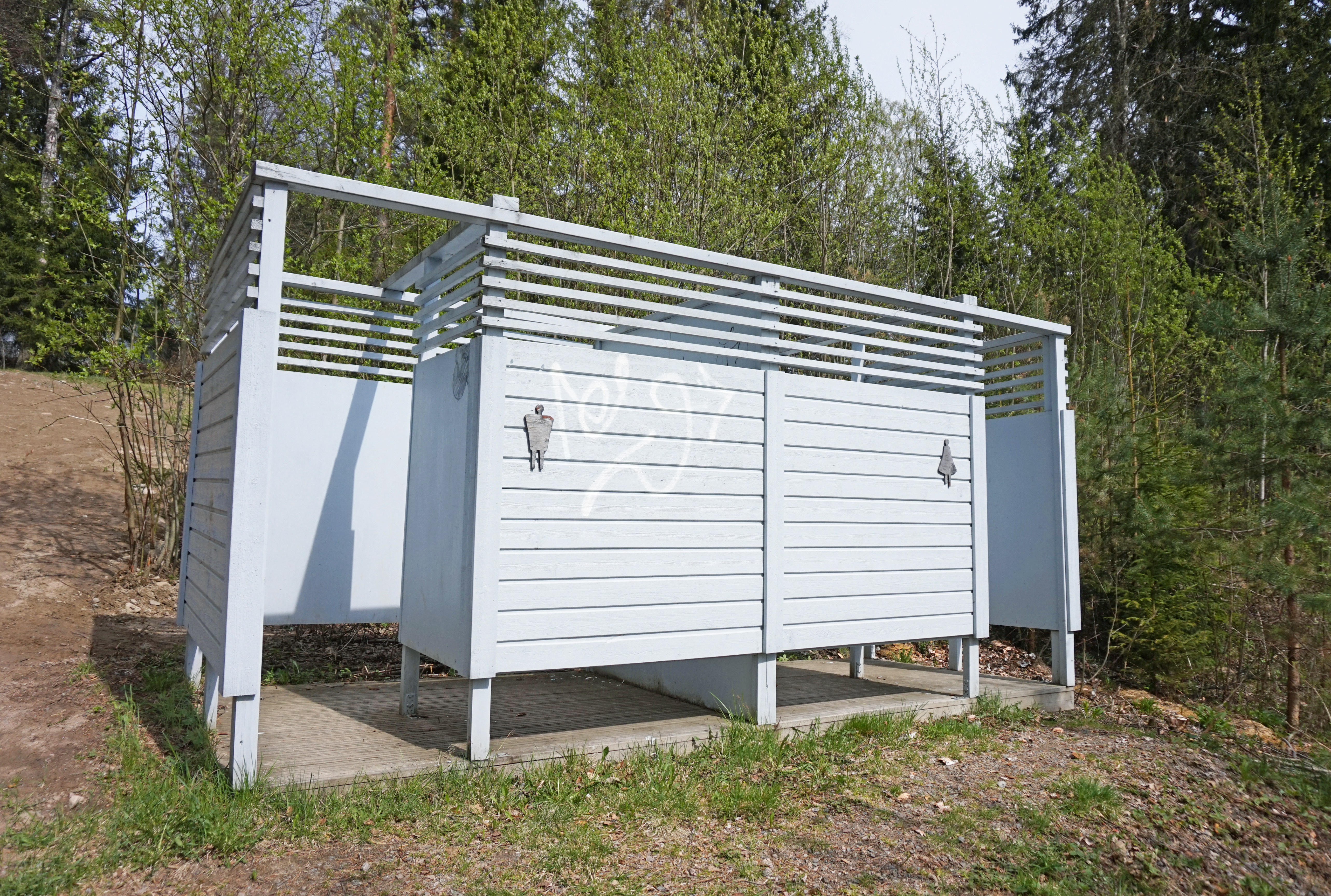
Wydzielone miejsce do przebrania się na plaży

Przebieralnia – specjalnie wydzielone pomieszczenie, w którym można w odosobnieniu przebrać się w odpowiedni strój. Można je spotkać w miejscach wymagających zmiany ubrania, takich jak pływalnie czy plaże. Mogą być podzielone na damskie i męskie lub koedukacyjne.